# 長吻松鼠
長吻松鼠〔學名:Dremomys pernyi owstoni (Thomas)〕主要棲息於密林中。生活習性與灰鼠有些相似，通常都在早晨、黃昏活動。主要吃各種堅果，如松果、栗和漿果爲主，也吃各種樹葉、嫩枝、花芽及鳥卵、雛鳥和昆蟲等。每年可繁殖2次，每次産3~4個。

## 外部連結
- 臺灣長吻松鼠---基礎資料
- 國家公園生物資料---長吻松鼠
- 長吻松鼠圖片 （页面存档备份，存于）